# 春蓬府
春蓬府（皇家轉寫：Changwat Chumphon，泰語發音：[t͡ɕāŋ.wàt t͡ɕʰūm.pʰɔ̄ːn]），是泰國南部府份。華人稱其為尖喷府。西面与缅甸接壤，北面和南面分别是泰国的班武里府和素叻他尼府，西南面是拉廊府，东面则是泰国湾（旧称暹罗湾）。
“春蓬”（ชุมพร）这个字在泰文中的意思是“行军中途歇脚之地”，可见其在战争中地理位置之极其重要，为历代兵家所争。

## 地理位置
春蓬府形状细长，位于马来半岛上最狭窄处克拉地峡，府内大部分地势平缓，西部有一些小丘陵。朗萱河（泰文：แม่น้ำ ลังสวน 英文：River Lang Suan）是府中的主要河流。
春蓬府有很长的海岸线，距岸不远处有一些离岛，其中阁沙梅岛（Koh Samet 并不是素叻府的苏梅岛）离春蓬河口仅十二公里。而閣道島（Koh Tao，俗稱龜島）离海岸约六十公里，这里常年水暖，很适合进行‘叔姑巴’（水肺潜水/Scuba Dive）潜泳，而且岛上很安静，没有甚么夜生活，消费又极便宜（就算按照泰国的标准），所以深受潜泳爱好者们喜爱，有一些外国游客常年住在这里，靠教初学者学潜泳挣点生活费，有些人还交了当地的姑娘或姑爷仔一起‘无忧无虑’地住在海边的孟加拉式平房裡。

## 历史渊源
近代春蓬府发生过两次‘上陆’事件。
第一次是1940年12月8日，日本为了實施經由泰国、攻擊马来亚半岛英军派駐部隊的战略目的，首先派出几十架海军航空队零式飞机从已经进入了泰国湾的航空母舰上起飞，飞到曼谷廊曼机场（当时是军用机场）上空，很快就击落了几架前来迎战的泰国皇家空军老式双翼飞机，然后飞到曼谷王宫群上空抛撒了大量传单。泰国政府旋即同意了日军的‘借道请求’，次日日军海军陆战队大部分纵队在春蓬府登陆并集结，当地守军因为尚未收到曼谷泰国陆军总部的‘放行’命令而进行了几个小时的零星抵抗。随后日军乘坐泰国的火车南下至宋卡府准备进攻英军，马来亚的抗日战争随即爆发。 
第二次是1989年十一月，超級台风盖伊在春蓬府东北部跋麒区（อำเภอปะทิว  Pathio）上陆，盖伊至今仍是唯一以台风级别风速（≥32.7米／秒）登陆于泰王国的台风或热带风暴。由于泰国以前从未被台风袭击过所以疏于防范，造成沿海九百多人不幸遇难，另外十六万人家园尽毁，大量渔船沉没。超級台风盖伊随后穿越缅甸、泰国南部狭长地带和安达曼海与印度洋并在印度南部安得拉帕代什邦登陆又造成大量人员伤亡。

## 交通
春蓬府的交通极其便利，亚洲四号公路经过本府所有区域，在府城及每天都有渡船去阁道岛（Koh Tao 俗称龟岛）、阁沙梅岛等离岛。
春蓬机场距离府城仅十公里，泰国皇雀航空每天有两个班次往返于春蓬及曼谷廊曼机场之间，飞行时间大约为三十五分

## 府徽与府花
|  | 府徽是春蓬府的守护天使。府花学名叫Canna indica，是一种结在树上的花，这种树恰恰的春蓬府的象征树。 |

## 行政及管理
本府划分为八个县（ampoe），再細分为70个区（tambon）及674个村（muban）。春蓬和朗萱是府中两个主要城市。
| \| # \| 中文名 \| 泰文名 \| 英文名 \| \| - \| ----------------------- \| -------- \| --------------- \| \| 1 \| 春蓬府治县 (尖喷府治县) \| เมืองชุมพร \| Mueang Chumphon \| \| 2 \| 塔色县 \| ท่าแซะ \| Tha Sae \| \| 3 \| 巴挑县 \| ปะทิว \| Pathio \| \| 4 \| 朗萱县 \| หลังสวน \| Lang Suan \| \| 5 \| 拉迈县 \| ละแม \| Lamae \| \| 6 \| 帕多县 \| พะโต๊ะ \| Phato \| \| 7 \| 沙威县 \| สวี \| Sawi \| \| 8 \| 通达戈县 \| ทุ่งตะโก \| Thung Tako \| |                         |          |                 |
| # | 中文名                  | 泰文名   | 英文名          |
| 1 | 春蓬府治县 (尖喷府治县) | เมืองชุมพร | Mueang Chumphon |
| 2 | 塔色县                  | ท่าแซะ    | Tha Sae         |
| 3 | 巴挑县                  | ปะทิว     | Pathio          |
| 4 | 朗萱县                  | หลังสวน   | Lang Suan       |
| 5 | 拉迈县                  | ละแม     | Lamae           |
| 6 | 帕多县                  | พะโต๊ะ    | Phato           |
| 7 | 沙威县                  | สวี       | Sawi            |
| 8 | 通达戈县                | ทุ่งตะโก   | Thung Tako      |